# Wal (Eindhoven)

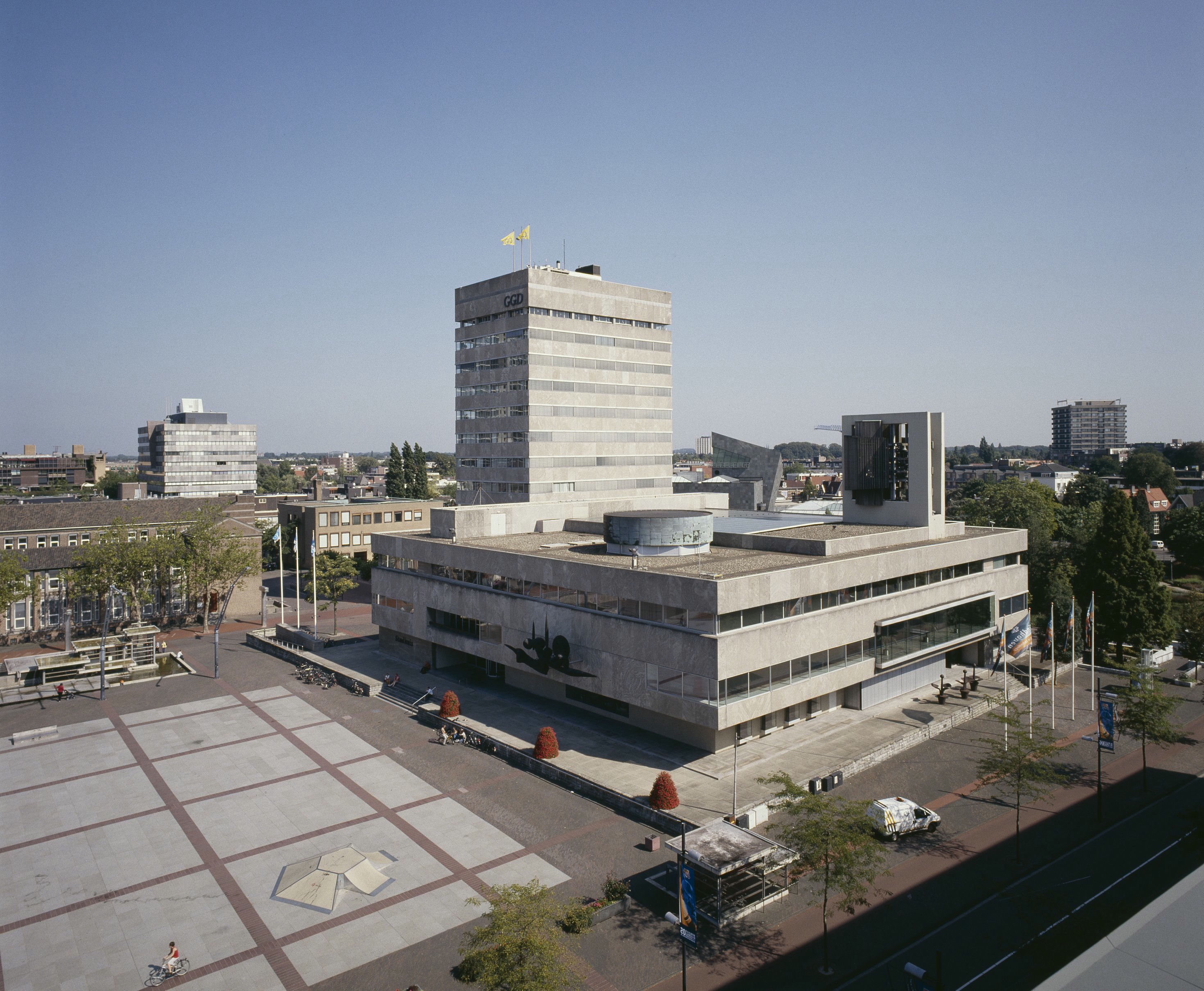
Het Stadhuis, liggend aan de Wal

De Wal is een straat in Eindhoven. De straat begint bij de Keizersgracht en loopt door tot de P.C. Hooftlaan. Op de plek waar de Wal ligt, lag vroeger een van de stadsgrachten rondom de stad. Naast dat Eindhoven lang stadsgrachten heeft gehad, had het ook stadswallen. Beide onderdeel van de stadsomwalling van Eindhoven.

## Stadhuis en Stadskantoor
Aan de Wal ligt het Stadhuis van Eindhoven, dat op 28 september 1969 tijdens de 25-jarige herdenking van de bevrijding van de stad officieel geopend werd door koningin Juliana.
Van 1995 tot 2020 was aan de zuidkant van de Wal het Stadskantoor gevestigd. Het pand is inmiddels eigendom van Certitudo Capital uit 's-Hertogenbosch. Op de plek van dit voormalige stadskantoor stond vanaf 1901 het gebouw van de Volksbond. Dit gebouw, dat later later Katholiek Leven heette, brandde in 1936 af, maar werd een jaar later heropend. In 1964 werd het gebouw, dat inmiddels het Wapen van Eindhoven heette en dienstdeed als concertzaal, aan de gemeente verkocht. In 1967 werd het gesloopt, waarna het terrein lange tijd braak lag.

## Voormalige bankpanden
In 2021 werd begonnen met de sloop van twee oude bankpanden, de ABN AMRO Bank en Bank Van Mierlo, aan de Wal en het Stadhuisplein. De gevels van deze panden zijn behouden. De voormalige Van Mierlo-bank aan de Wal 15 heeft een monumentale status. Enkele cultuurhistorisch waardevolle onderdelen van dit gebouw moesten van de gemeente Eindhoven daarom worden hergebruikt. Dat zijn de deuromlijsting, een mozaïek in het interieur en het glas-in-betonraam in de zijgevel.
Langs de Wal en op het Stadhuisplein kwamen plannen voor de bouw van torens van maximaal 105 meter hoog, mogelijk voor bewoning.
18 Septemberplein ·
Berenkuil ·
Boschdijk ·
Demer ·
Dommelstraat ·
Emmasingel ·
John F. Kennedylaan ·
Keizersgracht ·
Markt ·
Mathildelaan ·
Oude Stadsgracht ·
Stationsplein ·
Stratumsedijk ·
Stratumseind ·
Vestdijk ·
Wal ·
Wilhelminaplein